# Arnon Milchan
Arnon Milchan (Rehovot, 6 de dezembro de 1944) é um produtor de cinema e empresário bilionário israelita. Fundador da New Regency, Regency Enterprises, Alcor Films, Regency International Pictures e Embassy International Pictures N.V., foi indicado ao Oscar de melhor filme por inúmeras obras: L.A. Confidential e The Revenant, vencendo por 12 Years a Slave.